# Festival de Música Antigua de Úbeda y Baeza
El Festival de Música Antigua de Úbeda y Baeza (FeMAUB) es un festival de música clásica antigua, que se celebra desde 1997 en Úbeda y Baeza.

## Desarrollo
El festival se desarrolla cada año durante los meses de noviembre y diciembre. Pertenece a la Asociación Española de Festivales de Música Clásica (FestClásica) y está integrado en la Red Europea de Música Antigua (REMA).
Es un acontecimiento de referencia cultural, entre los más destacados de España en el ámbito de la música antigua. Muestra el patrimonio musical andaluz contextualizándolo en las diversas épocas en que se fraguó, y la calidad de las formaciones participantes, repertorios seleccionados y autenticidad de los instrumentos.
Andrés de Vandelvira y Bartolomé Ramos de Pareja, entre otros, lograron que la integración de las artes llegará de forma natural a todos los estamentos de la sociedad.
El Festival de Música Antigua "Andrés de Vandelvira", que surgió en 2005 como un modesto circuito, representa la extensión provincial del FeMAUB, y se desarrolla en diversas localidades de la provincia de Jaén. En 2021, el FeMAUB celebró su 25º aniversario y publicó un libro en dos volúmenes que recoge la historia del festival, así como un triple CD con una selección de grabaciones en directo.

## Propuesta y significado
Los conciertos, realizados en lugares emblemáticos de estas dos ciudades de la Provincia de Jaén, se combinan con reuniones académicas donde investigadores dedicados a la música renacentista y barroca subrayan la importancia de este punto de encuentro entre las artes, enfocados en el rico patrimonio musical ibérico y latinoamericano.

## Principales participantes

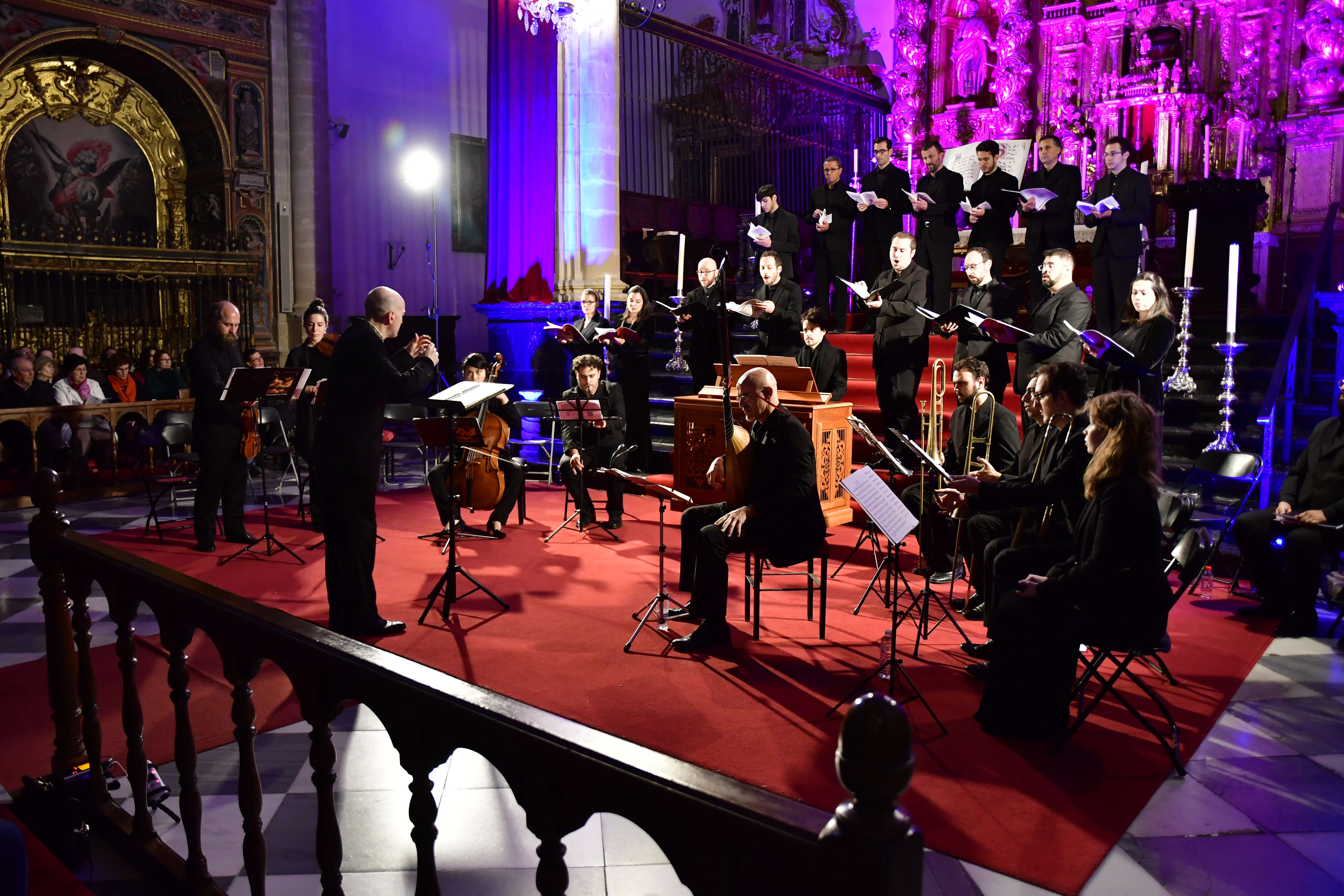
Concierto del Festival de Música Antigua de Úbeda y Baeza, en la ciudad histórica de Baeza, 2018.

A lo largo de su historia, en el FeMAUB han participado conjuntos españoles como Hespèrion XXI, Al Ayre Español, La Tempestad, Forma Antiqva, Accademia del Piacere, La Real Cámara, El Concierto Español, Ensemble La Danserye, Orquesta Barroca de Sevilla, Ministriles de Marsias, Los Músicos de Su Alteza, Schola Gregoriana Hispana, La Caravaggia, Íliber Ensemble, La Grande Chapelle, La Ritirata, Los Afectos Diversos, Concerto 1700, Artefactum o Capella de Ministrers, entre otros. Por otra parte, también cabe destacar la participación de grupos internacionales tan importantes como Il Giardino Armonico, Cappella Mediterranea, The Tallis Scholars, Ensemble Gilles Binchois, Les Sacqueboutiers de Toulouse, Ensemble Plus Ultra o The Hilliard Ensemble. Esto ha llevado a la participación en el festival de directores y solistas de primer nivel, entre los que destacan Jordi Savall, Giovanni Antonini, Michael Noone, Eduardo López Banzo, Fahmi Alqhai, Leonardo García Alarcón, Emilio Moreno, Juan Carlos Asensio, Albert Recasens, Josetxu Obregón o Luis Antonio González Marín.

## Entidades organizadoras
El FeMAUB está organizado por la Junta de Andalucía, la Diputación Provincial de Jaén, los ayuntamientos de Úbeda y Baeza, la Universidad Internacional de Andalucía, la Universidad de Jaén y la Universidad Nacional de Educación a Distancia, y cuenta con la colaboración del Ministerio de Cultura y Deporte, y la Diócesis de Jaén, entre otros.

## Premios y reconocimientos
El Festival ha sido  galardonado con el Premio a la Mejor Institución Cultural de Andalucía 2005, con la EFFE Label como Remarkable Festival en 2017-2018 y 2019-2020, con el Premio GEMA a Mejor Festival 2020, otorgado por la Asociación de Grupos Españoles de Música Antigua. y el Premio "Jaén, Paraíso Interior" 2021, concedido por la Diputación Provincial de Jaén.

## Directores
- Rodrigo Checa Jódar (2000-2006)[13]
- Javier Marín-López (2007-presente)[13]

## Enlaces externos

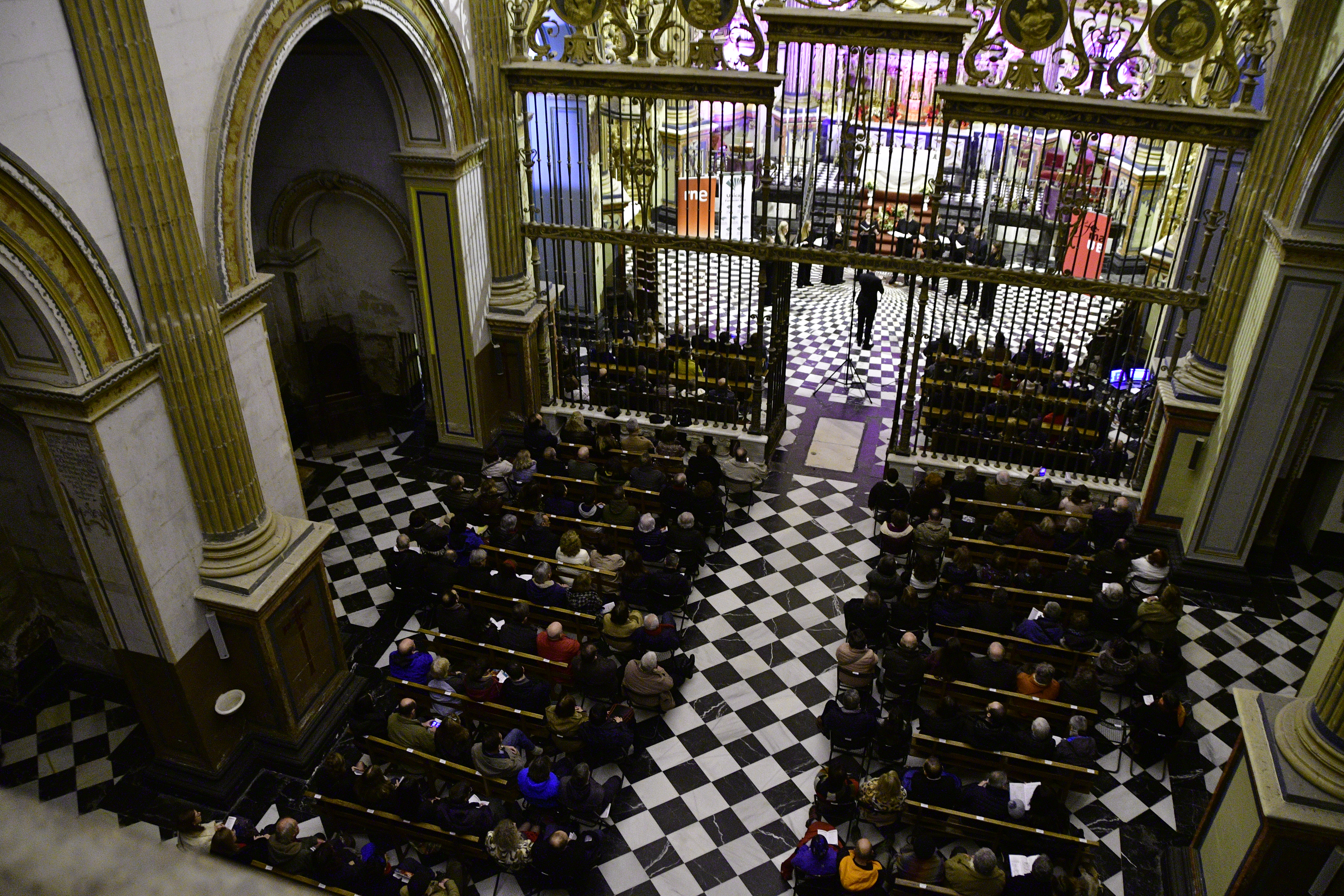
Concierto del Festival de Música Antigua de Úbeda y Baeza, en 2019